# Niedersorbische Sprache

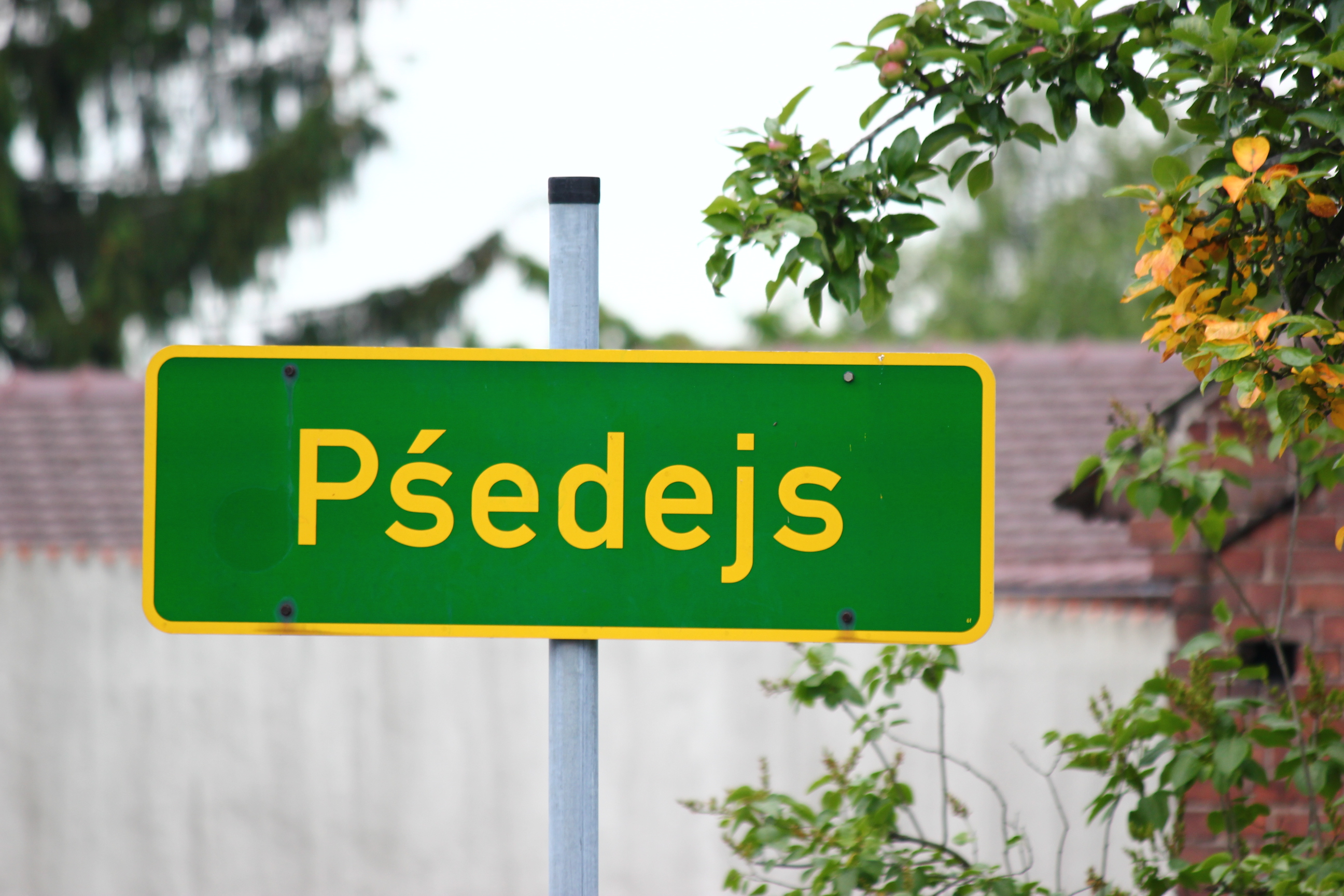
Niedersorbische Ortshinweistafel in Dissen/Dešno

Niedersorbisch (niedersorbisch dolnoserbšćina; umgangssprachlich und teilweise als deutschsprachige Selbstbezeichnung auch Wendisch; veraltet bzw. in den slawischen Sprachen bis heute Niederlausitzisch-Serbisch) ist eine westslawische Sprache, die von den Niedersorben/Wenden in der Niederlausitz gesprochen wird. Sie ist, neben dem Obersorbischen, eine der beiden sorbischen Schriftsprachen. Die Sprache gilt mit derzeit etwa 5.000 Sprechern als akut vom Aussterben bedrohte Sprache. Eine Studie des Jahrs 2024 schätzte unter hundert Sprecher auf kompetentem Niveau, wobei allerdings sehr enge Kriterien angelegt wurden.

## Verbreitungsgebiet

### Heutiges Verbreitungsgebiet
Niedersorbisch wird heute noch in einigen Dörfern in und um Cottbus/Chóśebuz gesprochen. In den Gegenden bei Vetschau/Wětošow, Lübbenau/Lubnjow und Spremberg/Grodk ist der alltägliche Gebrauch kaum noch anzutreffen. Straßen- und Ortsschilder in dieser Region sind zweisprachig.
In den Jahren von 1993 bis 1995 wurden in Dörfern der Niederlausitz Untersuchungen durchgeführt, um die Anzahl der Sprecherinnen und Sprecher des Wendischen/Niedersorbischen sowie deren Altersstruktur zu erfassen. Ziel der Untersuchungen war es, den Zustand des Spracherhalts zu bewerten.
Die meisten Sprecher lebten bei Cottbus im Landkreis Spree-Neiße:
- Dissen/Dešno: 28,9 % wendischsprachig (+)
- Fehrow/Prjawoz: 25,7 % wendischsprachig (+)
- Neuendorf/Nowa Wjas: 23,5 % wendischsprachig (+)
- Müschen/Myšyn: 21,4 % wendischsprachig (−)
- Preilack/Pśiłuk: 20,3 % wendischsprachig (+)
- Guhrow/Góry: 19,4 % wendischsprachig (−)
- Jänschwalde/Janšojce: 18,9 % wendischsprachig (+)
- Babow/Bobow: 16,6 % wendischsprachig (−)
- Tauer/Turjej: 16,3 % wendischsprachig (−)
- Drehnow/Drjenow: 16,0 % wendischsprachig (+)
- Döbbrick/Depsk: 15,4 % wendischsprachig (+)
- Merzdorf/Žylowk: 5,7 % wendischsprachig (−)

+ = Guter Spracherhalt / − = Schlechter Spracherhalt
Zu beachten ist, dass in den Untersuchungen alle Personen auch mit geringeren Sorbisch-/Wendischkenntnissen als Wendischsprachige aufgenommen wurden. Es fällt auf, dass – bis auf Neuendorf – alle Dörfer, die einen guten Erhalt des Niedersorbischen aufweisen, in ihren Schulen die Sprache lehren bzw. lehrten.
Im Jahr 2024 stellte eine Studie der Universität Leipzig 50 bis 100 Sprecher des Niedersorbischen fest, welche die Sprache zertifiziert auf kompetentem Sprachniveau beherrschten.

### Historisches Verbreitungsgebiet
Das Niedersorbische war ursprünglich (etwa im 17. Jahrhundert) wesentlich weiter verbreitet, etwa
- in der südlichen Umgebung Berlins
- in der Region zwischen Königs Wusterhausen/Parsk, Beeskow/Bezkow, Storkow und Fürstenwalde/Pśibor
- südlich der Stadt Frankfurt (Oder)/Frankobrod und
- in und um Calau/Kalawa, Guben/Gubin, Luckau/Łukow, Lübben/Lubin, Senftenberg/Zły Komorow, Ruhland/Rolany, Elsterwerda/Wikow sowie
- im heute zu Polen gehörenden Sorau/Žarow (Żary) und Sommerfeld/Žemr (Lubsko), nördlich bis nach Ziebingen/Zebinki (Cybinka).

Nach der Volkszählung vom 1. Dezember 1900 sprachen im Kreis Cottbus (Provinz Brandenburg) noch 55,8 % die wendische Sprache.
| Landkreis | Calau | Cottbus | Guben | Luckau | Lübben | Sorau | Spremberg |
| --------- | ----- | ------- | ----- | ------ | ------ | ----- | --------- |
| 1843      | 30,8  | 71,1    | 1,1   | 0,05   | 3,6    | 5,4   | 64        |
| 1900      | 3,5   | 56      | 1,2   | 0      | 0,2    | 0,1   | 4         |

## Phonologie
Die Phonologie des Niedersorbischen ist stark durch Sprachkontakt mit dem Deutschen beeinflusst worden, besonders in Cottbus und den größeren Städten. Zum Beispiel neigt eine deutschbeeinflusste Aussprache dazu, einen stimmhaften uvularen Frikativ [⁠ʁ⁠] anstatt des alveolaren Vibranten [⁠r⁠] und ein nicht besonders palatalisiertes [⁠l⁠] anstatt [lʲ] zu haben. In Dörfern und ländlichen Gebieten ist der deutsche Einfluss weniger stark und die Aussprache eher „typisch slawisch“.

### Konsonanten
Die konsonantischen Phoneme des Niedersorbischen sind wie folgt:
|                | Bilabial  | Labiodental | Dental | Alveolar | Alveolopalatal | Postalveolar | Palatal | Velar     | Glottal |
| -------------- | --------- | ----------- | ------ | -------- | -------------- | ------------ | ------- | --------- | ------- |
| Verschlusslaut | p b pʲ bʲ |             | t d    |          |                |              |         | k g kʲ gʲ |         |
| Affrikate      |           |             |        | ts       | tɕ dʑ          | tʃ dʒ        |         |           |         |
| Nasal          | m mʲ      |             | n      |          | nʲ             |              |         |           |         |
| Frikativ       |           | f v fʲ vʲ   |        | s z      | ɕ ʑ            | ʃ ʒ          |         | x         | h       |
| Approximant    |           |             |        | r rʲ     |                |              | j       |           |         |
| Lateral        |           |             |        |          | lʲ             |              |         |           |         |

Im Niedersorbischen kommen sowohl Auslautverhärtung als auch regressive Assimilation der Phonation vor:
- dub (Eiche) wird /dup/ ausgesprochen
- licba (Nummer) wird /'lidzba/ ausgesprochen
- susedka (Nachbarin) wird /'susetka/ ausgesprochen

Der postalveolare Frikativ [⁠ʃ⁠] wird vor [tɕ] zu [⁠ɕ⁠] assimiliert:
- šćit (Schutz) wird /ɕtɕit/ ausgesprochen

### Vokale
Die vokalischen Phoneme sind wie folgt:
| Monophthonge | Vorne | Zentral | Hinten |
| ------------ | ----- | ------- | ------ |
| Geschlossen  | i     | ɨ       | u      |
| Halboffen    | ɛ     |         | ɔ      |
| Offen        | a     | a       | a      |

| Diphthonge            | Zentrierend | Auf [⁠j⁠] endend | Auf [⁠w⁠] endend |
| --------------------- | ----------- | -------------- | -------------- |
| Geschlossen beginnend | iɪ          | ij ɨj uj       | iw ɨw uw       |
| Mittel beginnend      |             | ej ɔj          | ɛw ow          |
| Offen beginnend       |             | aj             | aw             |

### Wortakzent
Der Wortakzent fällt im Niedersorbischen normalerweise auf die erste Silbe des Wortes:
- Chóśebuz /ˈxɨɕɛbus/ „Cottbus“
- Łužyca /ˈwuʒɨtsa/ „Lausitz“
- pśijaśel /ˈpɕijaɕɛlʲ/ „Freund“

In Lehnwörtern kann der Akzent auf eine der letzten drei Silben des Wortes fallen:
- internat /intɛrˈnat/ „Internat“
- kontrola /kɔnˈtrɔlʲa/ „Kontrolle“
- policija /pɔˈlʲitsija/ „Polizei“
- september /sɛpˈtɛmbɛr/ „September“
- organizacija /ɔrganʲiˈzatsija/ „Organisation“

## Orthographie
Das niedersorbische Alphabet basiert auf dem Lateinischen Alphabet, verwendet aber diakritische Zeichen wie den Akut und das Caron (Kokolka). Die Standardzeichenkodierung für das Sorbische Alphabet ist ISO 8859-2 (Latin-2).
| a | b | c | č | ć | d | e | ě | f | g | h | ch | i | j | k | ł | l | m | n | ń | o | p | r | ŕ | s | š | ś | t | u | w | y | z | ž | ź |
| A | B | C | Č | – | D | E | – | F | G | H | Ch | I | J | K | Ł | L | M | N | – | O | P | R | – | S | Š | Ś | T | U | W | Y | Z | Ž | Ź |

## Textbeispiel
«W cuzej zemi» (In einem fremden Land) von Mato Kosyk
Ako mějach kšute spodki
skońcnje pod nogoma raz
a pon zwignuch swoje lodki,
ab kraj pśedrogował zas,
zacuwach bźez wědobnja,
až how njejo domizna:
běch źe w cuzej zemi.
Ak běch pytnuł rězne zuki
pijanego yankeea
grozecego z rjagom ruki
wšomu, což se pśibliža,
zacuwach bźez wědobnja,
až how njejo domizna:
źěch po cuzej zemi.
Ak mě dachu noclěg prědny
w napołnjonej gospoźe,
źož mnjo pśimje carnak bědny
z naźeju na pjenjeze,
zacuwach bźez wědobnja,
až how njejo domizna:
budu źe w cuzej zemi.
Lěc se zemja cuza zdawa
kenž mě kšuśe powita,
glichlan wěm, až buźo pšawa
moja nowa fryjota.
zacuwach bźez wědobnja,
lichy se wot spinanja
how w tej cuzej zemi

## Geschichte
Seit dem 7. Jahrhundert wurde die Niederlausitz von slawischer Bevölkerung (Lusici) besiedelt. Früheste Zeugnisse der Sprache finden sich in Orts-, Flur- und Gewässernamen. Aus dem 12. Jahrhundert sind einige Textpassagen in niedersorbischer Sprache bekannt (Magdeburger Glossen). In der Forschungsbibliothek Gotha befindet sich im Nachlass von Paul Eber ein handschriftliches Fragment von Martin Luthers Kleinem Katechismus als einer der frühesten Nachweise niedersorbischer Sprachkultur. Seit dem 16. Jahrhundert wurden dann Bibeln, Gesangbücher und Gebete in niedersorbischer (wendischer) Sprache gedruckt.
Seit dem 17. Jahrhundert war die Sprache einem zunehmenden behördlichen Druck von Seiten der sächsischen und preußischen Obrigkeit ausgesetzt. Bücher in niedersorbischer Sprache wurden eingezogen und vernichtet, Pfarrern wurde verboten, in wendischer Sprache zu predigen, in Schulen durfte nicht mehr in dieser Sprache unterrichtet werden.
Seit dem Verbot öffentlichen sorbischen/wendischen Lebens durch die Nationalsozialisten 1937 wurde die Sprache in der Öffentlichkeit kaum noch gesprochen, obwohl einzelne Persönlichkeiten wie der Pfarrer Bogumił Šwjela in Dissen sich mit wendischen Gottesdiensten dieser Entwicklung widersetzten. Am 19. Mai 1941 folgte dann ein Verbot wendischer Gottesdienste durch das evangelische Konsistorium der Provinz Brandenburg.
Nach 1945 wurde die Pflege der niedersorbischen Sprache zwar staatlich unterstützt, unter anderem durch Sorbischunterricht in den Schulen, der alltägliche Gebrauch ging trotzdem weiter zurück und wurde auch in der evangelischen Kirche zunächst nicht gefördert. Erst mit der Unterstützung des wendischen Kirchengesangs durch die deutschen Pfarrer Alfred Schmidt und Reinhardt Richter begann in den 1950er Jahren eine Wiederbelebung des Wendischen im Gottesdienst, die seit den 1994 durch den Förderverein für den Gebrauch der wendischen Sprache in der Kirche e. V. (Spěchowańske towaristwo za serbsku rěc w cerkwi z. T.) verstärkt wurde und schließlich 2006 zur Veröffentlichung eines neuen wendischen Gesangbuchs führte.

## Derzeitige Sprachsituation

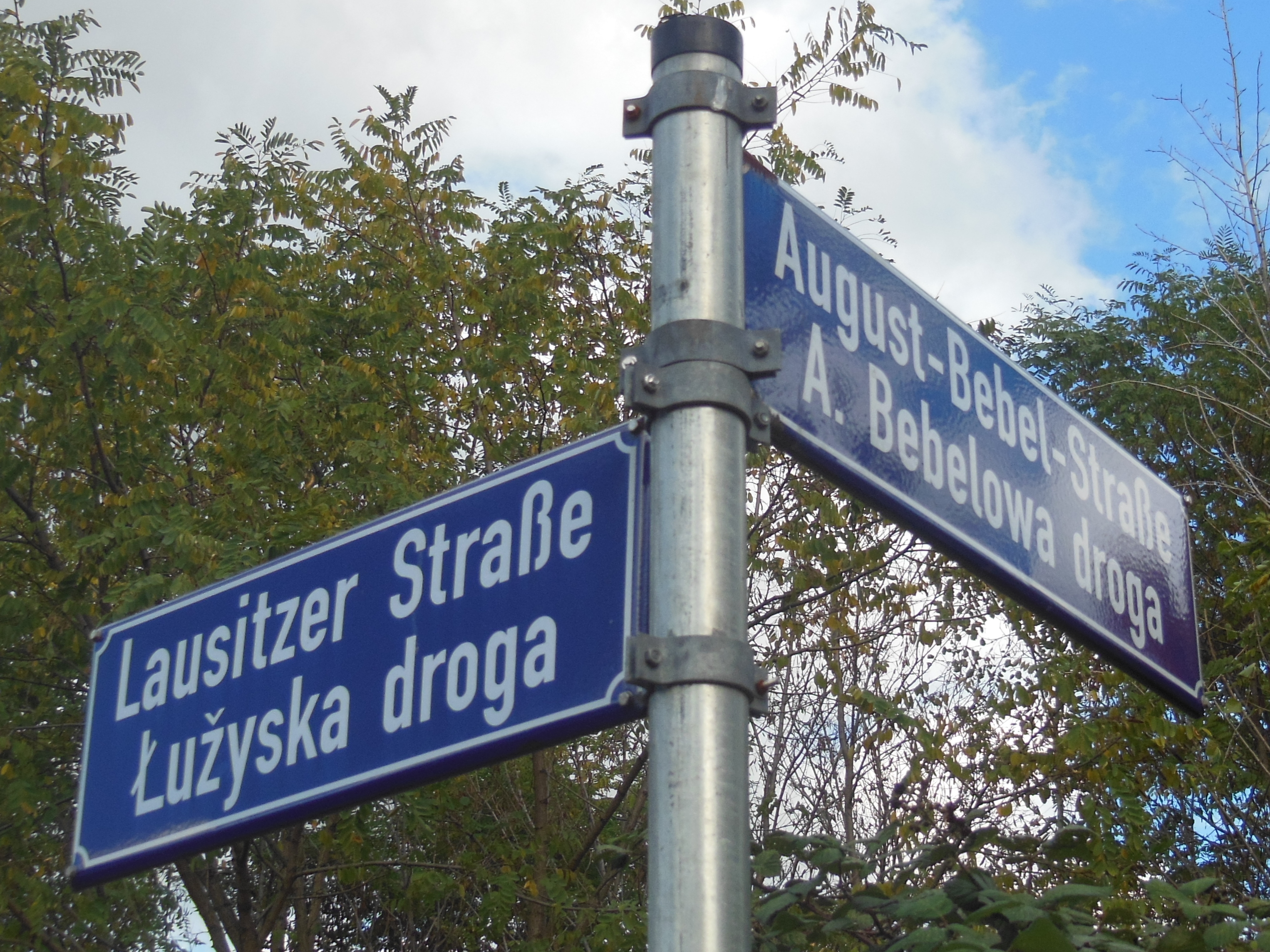
Zweisprachige Straßenbezeichnung auf Deutsch und Niedersorbisch

Niedersorbisch ist laut UNESCO eine der am stärksten gefährdeten Sprachen Europas. Heute wird Niedersorbisch noch von etwa 5.000 Menschen gesprochen, jedoch meist von den älteren Generationen, womit das Niedersorbische schlechter dasteht als das Obersorbische, welches auch aktiv von jungen Leuten und Kindern verwendet wird. Der polnische Sorabist Tadeusz Lewaszkiewicz ist der Meinung, dass das Niedersorbische nur noch 200 Muttersprachler hat und dass es sich im sogenannten Stadium der Todesagonie befindet.
Nur unter hundert Menschen hatten im Jahr 2024 ein Sprachzertifikat erworben, dass ein kompetentes Sprachniveau bescheinigte, wobei der Forschungsansatz Sprecher ohne Zertifikat nicht berücksichtigte.
Seit 1998 ist Niedersorbisch, nach der Verabschiedung des Gesetzes zur Europäischen Charta und Regionalsprachen des Europarates, offiziell als eigenständige Sprache anerkannt, die jedoch eng mit dem Obersorbischen verwandt ist. Ein Merkmal, um niedersorbisch als eigene Sprache anzuerkennen, ist die niedersorbische Schriftsprache, die sich von der obersorbischen Schriftsprache unterscheidet.
Heute fehlt dem Niedersorbischen – im Gegensatz zum Obersorbischen – ein stabiles Kernsprachgebiet, in dem es Mehrheitssprache ist.
Verschiedene Vereine und Organisationen setzen sich für den Erhalt und die Pflege der Niedersorbischen Kultur und der Sprache ein. In Cottbus gibt es zudem das einzige Niedersorbische Gymnasium. Seit 2023 wird im Rahmen des Strukturwandelprojektes Zorja („Morgenröte“) ein mehrmonatiges Intensivlernprogramm für jeweils 12 Teilnehmende in Form eines Sprachnestes angeboten.

## Bildung in niedersorbisch-wendischer Sprache

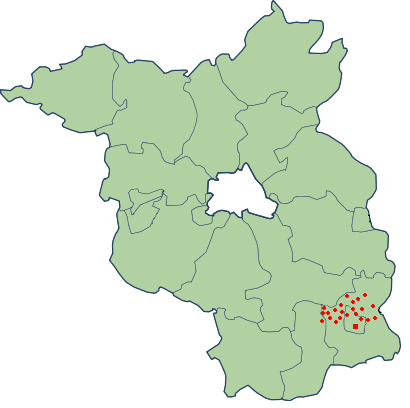
Niedersorbisch-wendische B-Schulen 1954/55

Sorbisches Kindertagesstätten- und Schulnetz
(Schuljahr 2012 / 2013)

### Geschichte

#### Bis 1933
Die schulische Bildung in niedersorbisch-wendischer Sprache war bis 1933 zumeist auf den Religionsunterricht sowie als Hilfsmittel zur Vermittlung der deutschen Sprache beschränkt.

#### Nationalsozialismus
Zu Zeiten des Nationalsozialismus, insbesondere ab 1937, wurde die niedersorbisch-wendische Sprache aus der Schule und weiteren Bereichen des öffentlichen Lebens verdrängt.

### Erste Einrichtung eines Schulwesens
Die ab 1949 in Brandenburg gesetzlich verankerte Förderung des Niedersorbischen wurde in der Folge von Teilen der ansässigen deutschen Bevölkerung, einschließlich der umgesiedelten Bevölkerungsteile, ablehnend betrachtet und führte zu öffentlichen Protesten. Eltern beantragten die Befreiung ihrer Kinder vom Sorbisch-Unterricht bzw. dessen Abschaffung und drohten z. B. mit Wahlboykott.
Bereits 1946 war in der Oberlausitz das bis 1991 bestehende Sorbisches Institut für Lehrerbildung in Radibor/Radwor bzw. Kleinwelka/Mały Wjelkow gegründet worden.
Nachdem 1952 die Bemühungen der bisherigen Sprachpolitik der DDR weiter verstärkt wurden, sollte der sorbisch-wendischen Sprache unter dem Motto „Die Lausitz wird zweisprachig“ ein noch höherer Stellenwert zugesichert werden. Vom Ministerium für Volksbildung wurden – erstmals von einer deutschen staatlichen Institution – Schulen errichtet, in denen die niedersorbisch-wendische Sprache vermittelt wurde. Im Schuljahr 1954/55 existierten 22 Schulen des Types B (Sorbisch als Fremdsprache). Jedoch wurde auch angedacht, die Schulen in den Ortschaften Döbbrick, Dissen und Drachhausen in A-Schulen umzuwandeln (Sorbisch als Unterrichtssprache; siehe auch Sorbisches Schulwesen).
Ebenfalls 1952 wurde die niedersorbisch-wendische Oberschule (ab 1959 EOS) Marjana Domaškojc gegründet. Die niedersorbisch-wendischen Schulen verteilten sich wie folgt:
- Kreis Calau: 1 Schule
- Kreis Cottbus: 19 Schulen (+ 1 Oberschule)
- Kreis Forst: 1
- Kreis Guben: 1

Mit dem Ausschluss von Fred Oelßner aus dem Politbüro kündigte sich jedoch bereits Ende der 1950er Jahre ein Umschwung in der Nationalitätenpolitik an, so galt nun die Parole „Die Lausitz wird sozialistisch“, der die Sprachpolitik untergeordnet wurde. Die sogenannte 7. DB von 1964 machte Sorbisch vom in der Lausitz obligatorischen Unterrichtsfach zum Wahlfach. Damit verbunden war ein Einbruch der Schülerzahlen im Sorbisch-Unterricht um drei Viertel. Die Schülerzahlen der 1950er Jahre wurden bis zum Ende der DDR nicht wieder erreicht.

### Heutige sorbische Schulbildung
Trotz des Geburtenrückganges bleibt derzeit die Zahl der Schüler konstant, die in Brandenburg am Sorbischunterricht teilnehmen. Mit dem neuen Projekt Witaj, das in Cottbus erstmals 1998 eingeführt wurde, besteht die Möglichkeit, den Kindern schon im Kindergarten die niedersorbisch-wendische Sprache per Immersion als „Zweite Muttersprache“ näher zu bringen. An etwa 30 Schulen besteht heute die Option, Niedersorbisch-Wendisch zu lehren und zu lernen.
Die Erwachsenenbildung in diesem Bereich liegt vor allem in den Händen der Schule für niedersorbische Sprache und Kultur in Cottbus.

## Niedersorbisch-wendische Medien

Kopfzeile des Nowy Casnik

Die erste Zeitung, die ihre Beiträge in niedersorbisch-wendischer Sprache veröffentlichte, war der Bramborski Serbski Casnik. Sie erschien erstmals im Jahre 1848 und wurde später vom Nowy Casnik abgelöst. Die Nowy Casnik wurde, nach dem Verbot, 1947 neu gegründet, jedoch vorerst als Wochenbeilage der Nowa Doba. Seit 1954 erschien sie wieder eigenständig als Wochenzeitung. Heute hat die Nowy Casnik deutsche und niedersorbisch-wendische Beiträge als Inhalt. Die Nowy Casnik hat eine Auflagenstärke von ungefähr 1.100. Für Kinder erscheint monatlich die niedersorbisch-wendische Kinderzeitschrift Płomje mit einer Auflagenstärke von etwa 850 Stück.

Logo der niedersorbisch-wendischen Sendung Łužyca

Im Fernsehen gibt es seit 1992 das monatliche Fernsehmagazin Łužyca, welches im Wechsel von den beiden Moderatoren Anja Pohontsch und Christian Matthée moderiert wird. Alle drei Monate wird eine monothematische Sendung ausgestrahlt.
Im Hörfunk werden vom RBB mehrstündige niedersorbisch-wendische Radiosendungen (Bramborske serbske radijo) aufgenommen und ausgestrahlt. Die niedersorbisch-wendische Jugendsendung Bubak wird von jungen Niedersorben-Wenden selbst produziert und vom RBB ausgestrahlt.
Auch die in Bautzen monatlich erscheinende sorbische Kulturzeitschrift Rozhlad sieht sich als ein Gesamtkulturmagazin der Ober- und Niedersorben. Somit veröffentlicht Rozhlad regelmäßig Beiträge auch in niedersorbischer Sprache, aber auch Texte zu niedersorbischen Thematiken in obersorbischer Sprache. Die wissenschaftliche Zeitschrift Lětopis und die pädagogische Fachzeitschrift Serbska šula enthalten teilweise niedersorbische Beiträge.
Im Bautzener Domowina-Verlag erscheinen jährlich einige Bücher in niedersorbisch-wendischer Sprache.
Darüber hinaus erschienen in den 2000er bzw. 2010er Jahre die zwei alternativen (satirischen) Medien Slěpik und Njeknicomnik. Beide konnten sich vor allem aufgrund mangelnder Finanzierungsmittel nicht dauerhaft etablieren.

## Zukunft
Die besten Aussichten, sich zu halten, hat die niedersorbische Sprache in der nördlichen Gegend um Cottbus (Chóśebuz) und im Westen ihres Sprachgebiets. Im Süden wird heute schon fast kein Wendisch mehr gesprochen, auch wenn z. B. in Bahnsdorf (südliche Niederlausitz, Landkreis Oberspreewald-Lausitz) noch in den 1930er Jahren nahezu alle Einwohner Sorbisch sprachen.